# Памятники Мариуполя

## Посвящённые Великой Отечественной войне

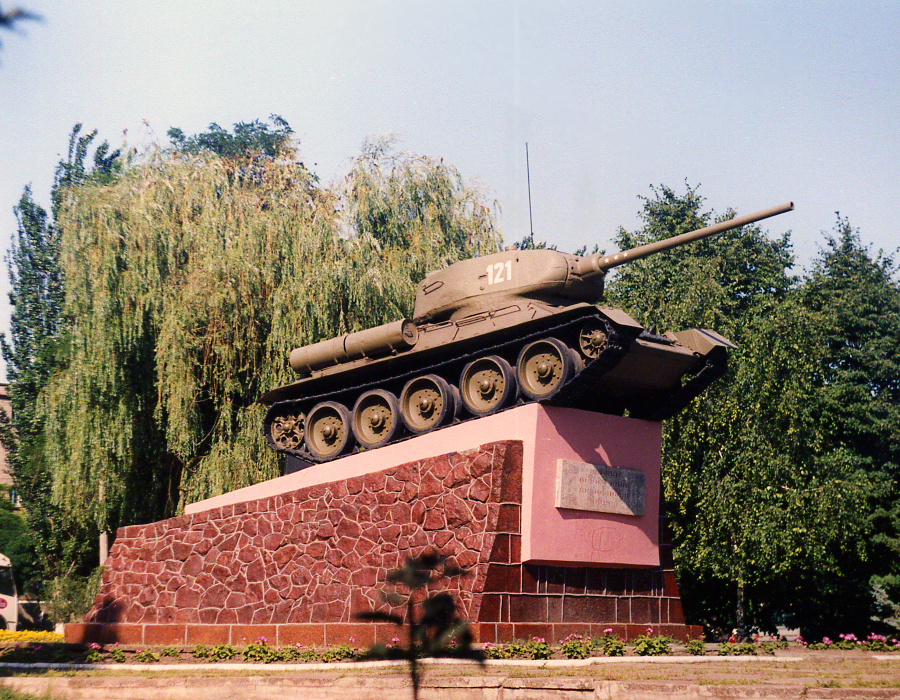
Памятник-танк Т-34 воинам 4-го механизированного корпуса

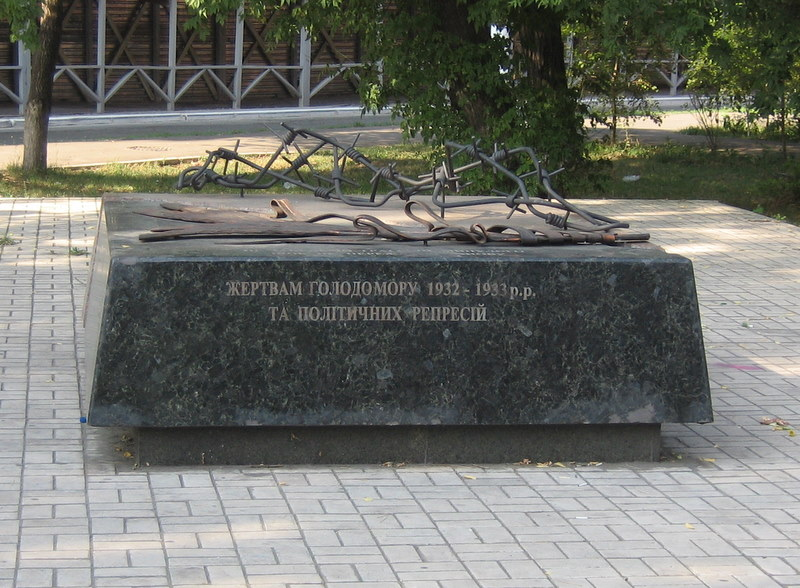
Памятник жертвам голодомора и политических репрессий

- Монумент в честь боевых подвигов моряков Азовья — на высоком берегу, где в 1920 году (в 1941 тоже) стояла батарея, прикрывающая подступы к городу, двадцатиметровый обелиск внизу украшен барельефами, отображающими боевые эпизоды из жизни моряков Азовья времен гражданской и Великой Отечественной войн. Открыт в 1967 году в честь 50-летия Октябрьской революции (скульптор И. С. Баранников);
- Макару Мазаю — прославленному мариупольскому сталевару, зверски казненному фашистами за отказ от сотрудничества во время Великой Отечественной войны. Памятник открыт 6 ноября 1948 года в Ильичевском районе (сейчас — Кальмиусском районе) на проспекте Ильича (сейчас — Никопольском) (скульптор А. Е. Чубин и архитектор О. К. Плесков);
- Освободителям Донбасса — на площади Воинов-освободителей — открыт в 2002 году;
- Толе Бала́бухе — на проспекте Адмирала Лунина в Приморском районе на месте, где во время Великой Отечественной войны погиб отважный пионер (скульптор — учитель Мариупольской средней школы № 31 Л. Т. Марченко), открыт 5 ноября 1965 года;
- Морякам-десантникам — бронекатер в Парке культуры и отдыха, установлен 10 сентября 1974 года. В нижней части постамента — мемориальная доска с надписью: «Морякам — десантникам посвящается. В честь 30-летия освобождения Украины от немецко-фашистских захватчиков» (скульптор В. Л. Пацевич, архитектор В. С. Соломин);
- Воинам 4-го механизированного корпуса — танк Т-34 — на улице Карпинского (архитектор А. Д. Клюев);
- Борцам за Советскую власть — открыт в 1967 году в Ильичевском районе(сейчас — Кальмиусском районе) (скульптор А. А. Стемпковский);
- Героям-летчикам майору В. Г. Семенишину и капитану Н. Е. Лавицкому — в Городском саду;
- Воинам 9-й гвардейской Мариупольской авиационной дивизии. Истребитель МиГ-17 на проспекте Мира (архитектор А. Д. Клюев);
- Памятный знак воинам 221-й Мариупольской и 130-й Таганрогской дивизий, освобождавших от немецко-фашистских захватчиков. Установлен 6 ноября 1975 на Комсомольском бульваре. На постаменте — 76-миллиметровое артиллерийское орудие Зис-3. У подножия — огонь Вечной славы (архитектор А. Д. Клюев);
- Азовстальцам, павшим на фронтах Великой Отечественной войны. Установлен в 1967 году у центральной проходной завода. (скульптор В. Д. Батяй);
- Жертвам фашизма — на улице Лавицкого, на месте гибели сотен мирных жителей от рук гитлеровских захватчиков. Установлен в мае 1964 года. Перед стелой зажжён огонь Вечной славы. (архитектор — В. К. Щербань);
- Патриотам — ильичевцам — на Никопольском проспекте (архитектор А. Д. Клюев). 7 марта 1942 года здесь были расстреляны 43 работника завода имени Ильича, 1 апреля повешены комсомольцы Александр Кравченко, Виктор Мамич и Василий Долгополов;
- Памятник Николаю Лунину на проспекте Лунина;
- Стела «город воинской славы», установлена 2 мая 2025 года во время российской оккупации Мариуполя в ознаменование присвоения городу почётного звания Российской Федерации «Город воинской славы».

## Выдающиеся люди
- Архипу Куинджи (на пересечении проспектов Мира и Металлургов у подземного перехода);
- Александру Пушкину (на проспекте Металлургов около Дворца Культуры «Маркохим»);
- Тарасу Шевченко (на пересечении бульвара Шевченко и проспекта Металлургов). Открыт в 2001 году;

- Владимиру Ленину (на пересечении проспектов Мира и Строителей, у входа в парк Петровского — 1956 год, в парке «Азовсталь», у Дворца Строителей, детском городке по улице Левченко, а также в сквере у Первых проходных ворот комбината). Все разрушены или демонтированы в 2015 году;
- Памятник Кузьме Апатову — командиру первого Мариупольского ударного советского батальона, сформированного в апреле 1919 года для защиты города от войск Вооружённых сил Юга России. Открыт в 1968 году на улице Апатова (сейчас — Итальянская) (скульптор А. А. Стемпковский, архитектор Е. М. Сорин). Повреждён в 2015 году и позже демонтирован;
- Владимиру Высоцкому (у Дома Связи). Открыт 20 января 1998 года; Авторы — Ефим Харабет и Юрий Балдин;

- Григорию Горбаню — дважды Герою Социалистического Труда — на улице Украинского казачества.
- митрополиту Игнатию — организатору переселения православных жителей Крыма в северное Приазовье, святой Украинской Православной Церкви Московского Патриархата — возле церкви святого Михаила;

- В 1965 году в центральном сквере города был установлен памятник с бюстом Андрея Жданова (скульптор В. Е. Далецкий и архитектор С. М. Куповский), имя которого носил город в 1948—1989 годах. В городском саду был его же памятник в полный рост (сейчас смотровая площадка с памятным знаком-крестом Погибшим за Украину), на проспекте Нахимова был его памятник, стоящий на колоне (на этом месте на данный момент установлен памятник-солдат Освободителям Донбасса). Все они демонтированы в 1990 году;
- Памятник Л.Н.Толстому в Городском саду[1]
- 20 декабря 2015 на центральной площади города, на месте снесённого ранее памятника Ленину, представителями полка «Азов», был без разрешения горсовета[2] установлен памятник князю Святославу Храброму. Скульптор Александр Канибор (старший), архитектор Александр Канибор (младший).

## Другие памятники
- Героям гражданской войны — в Центральном парке культуры и отдыха имени А. А. Жданова (ныне Мариупольский городской сад) над братской могилой героев гражданской войны;
- Монумент в честь ленинского комсомола — на проспекте Нахимова у кинотеатра «Комсомолец» — открыт 29 октября 1968 года в честь 50-летия ВЛКСМ (скульптор А. А. Стемпковский, архитектор Е. М. Сорин);
- Композиция «Металлург» — у въезда в город в Кальмиусском районе — скульптура металлурга со сталеварской ложкой. На стелах, что стоят рядом, дата рождения города, изображение ордена Трудового Красного Знамени, которым был награждён Мариуполь;
- Чернобыльцам — на бульваре Богдана Хмельницкого;
- 26 ноября 2004 года возле Театральной площади был установлен памятник жертвам Голодомора и политических репрессий[3]. Уничтожен 19 октября 2022 года оккупационными властями РФ[4].
- Жертвам Голодомора и репрессий — памятник в виде креста установлен на Новосёлковском кладбище 16 мая 2008 года. Железобетонная конструкция высотой 4,5 метра установлена на Центральной аллее, изготовлена Комбинатом коммунальных предприятий за средства городского бюджета. Крест освящён протоиереем отцом Николаем, настоятелем Свято-Никольского собора;
- В апреле 2008 года на Приморском бульваре установлен памятник крокодилу Годзи, который сбежал на пляже от дрессировщика 31 мая 2007 года и прожил на свободе до 28 ноября, когда был пойман сотрудниками МК «Азовсталь» и передан МЧС.
- В 2020 году на Площади Свободы был открыт памятник Воинам-Освободителям[5] в форме герба Украины. В 2022 году памятник был уничтожен[6]. На его месте российскими властями установлен памятник Александру Невскому[7].

## Фотогалерея

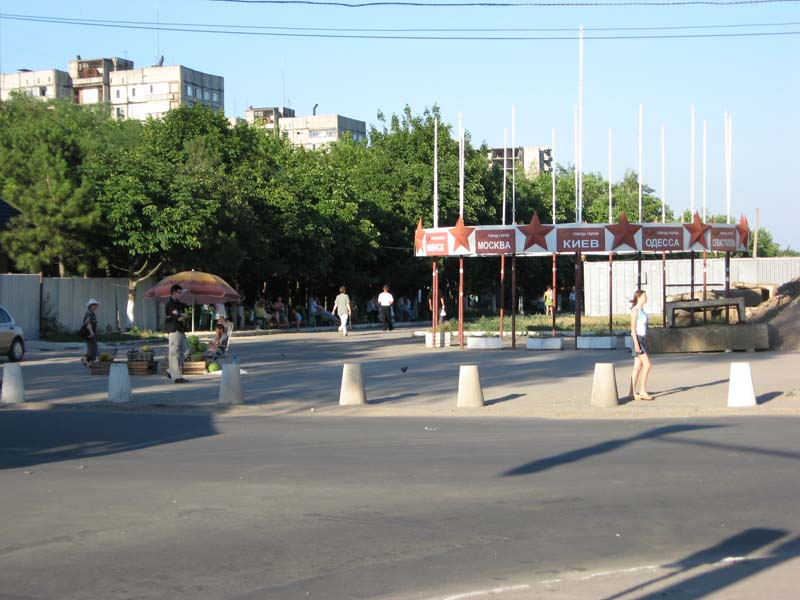
Памятник городам-героям, демонтирован.
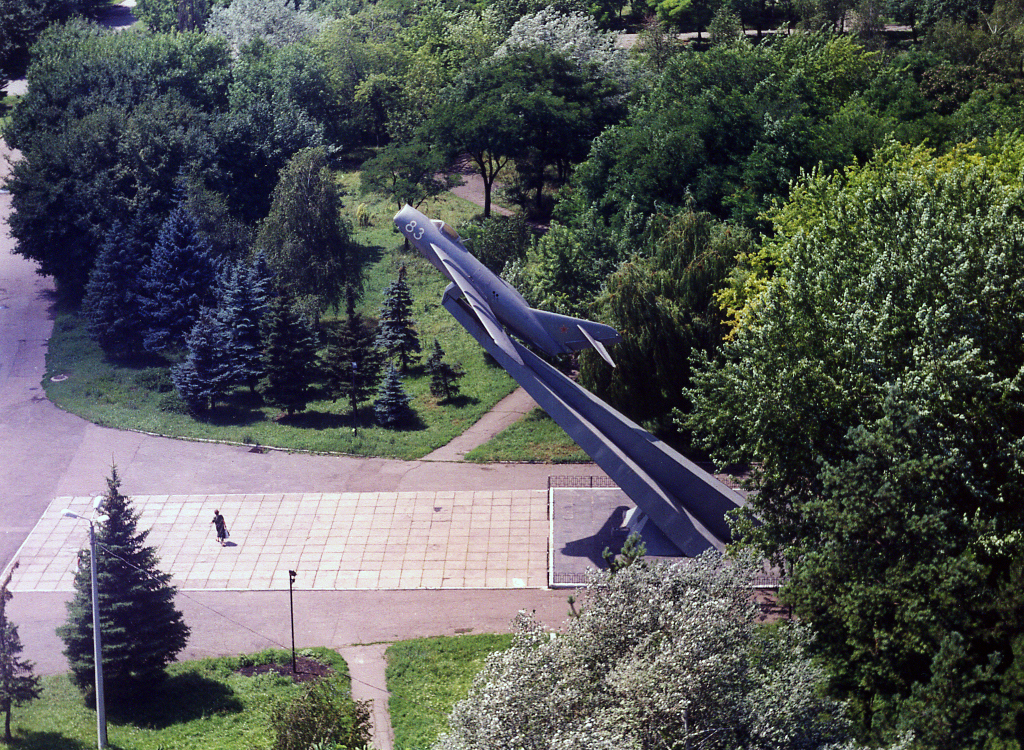
Памятник воинам 9-й авиационной дивизии (истребитель МиГ-17)
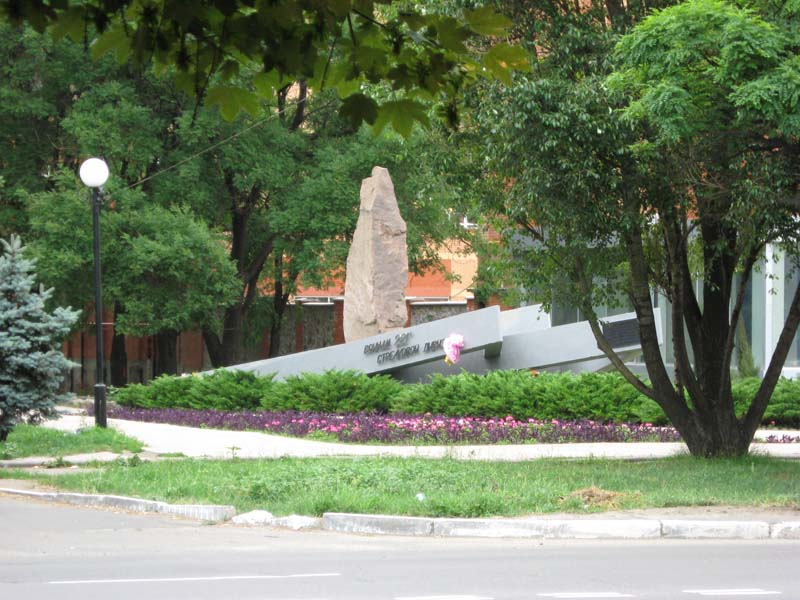
Памятник воинам 221-й стрелковой дивизии
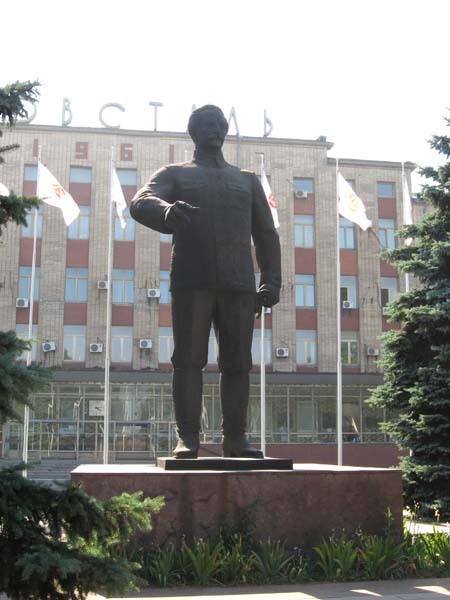
Памятник Серго Орджоникидзе, демонтирован.
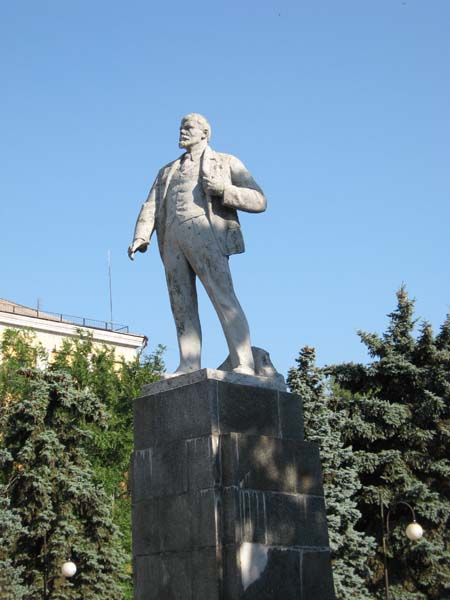
Памятник В. И. Ленину  на просп. Победы, демонтирован.
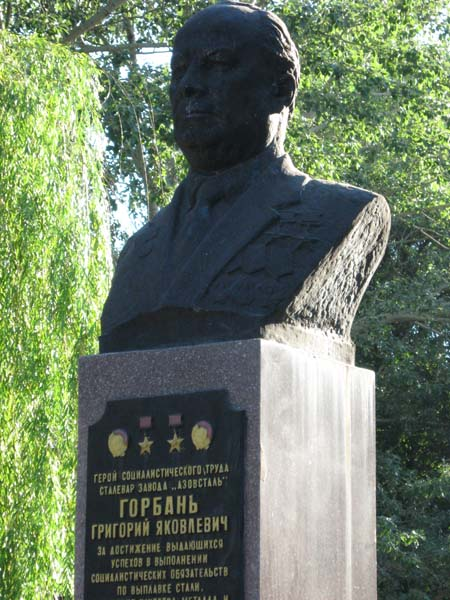
Памятник Григорию Горбаню
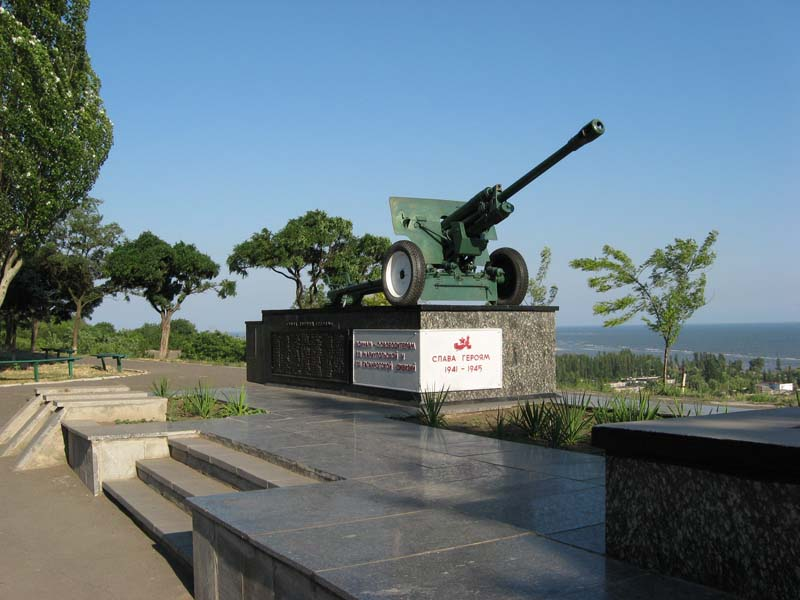
Памятник военная пушка воинам-освободителям 221 Мариупольской и 130 Таганрогской дивизий
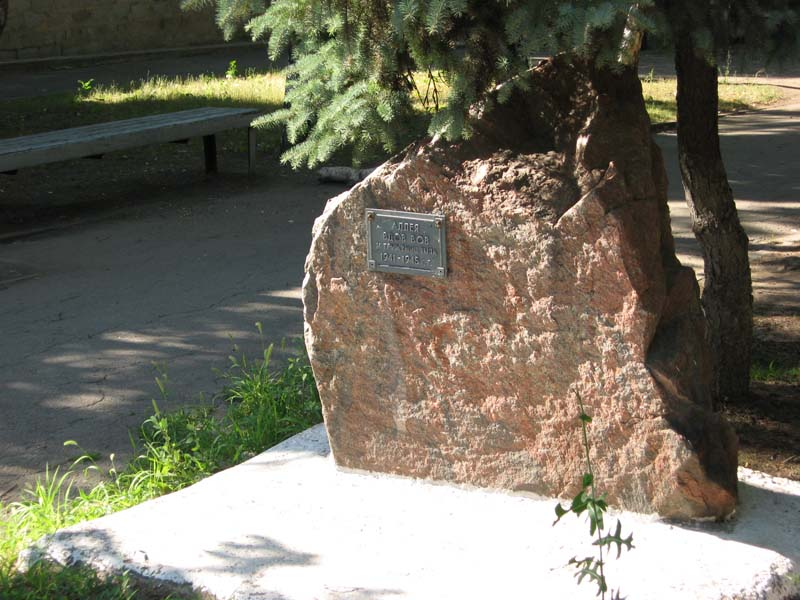
Памятник вдовам ВОВ и труженицам тыла 1941 - 1945 годов
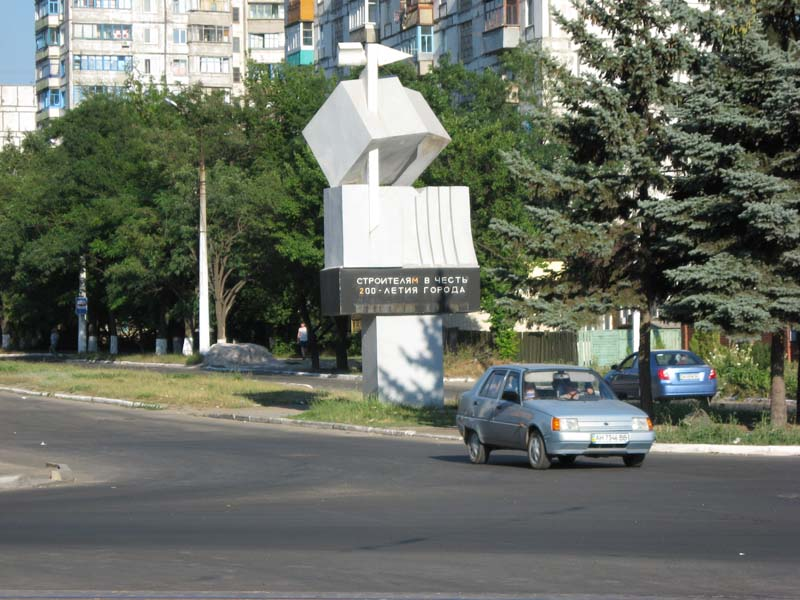
Памятник строителям в честь 200-летия города
Памятник князу Святославу
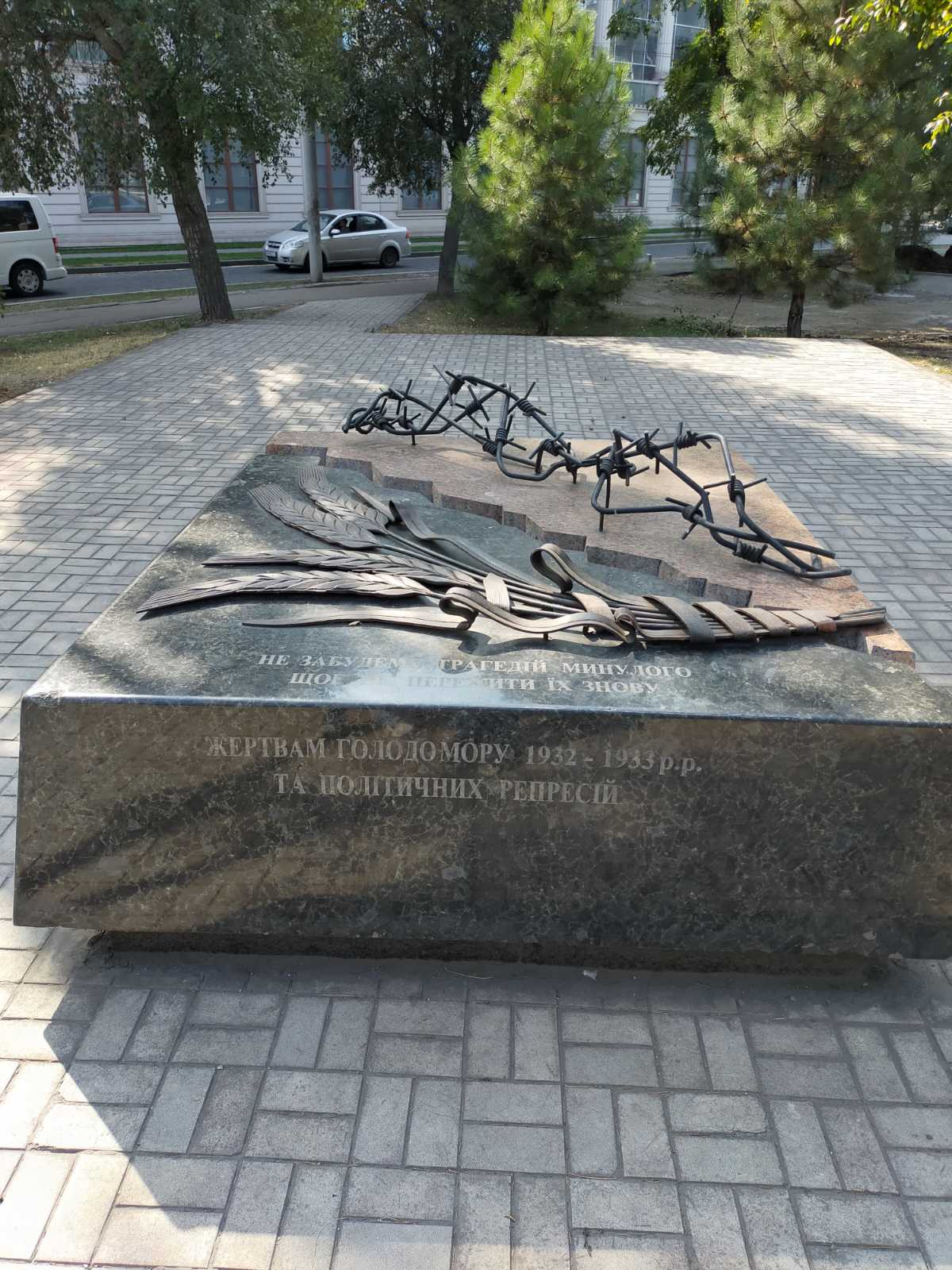
Памятник жертвам Голодомора, демонтирован.
Памятник-бюст Владимиру Фёдоровичу Карпову
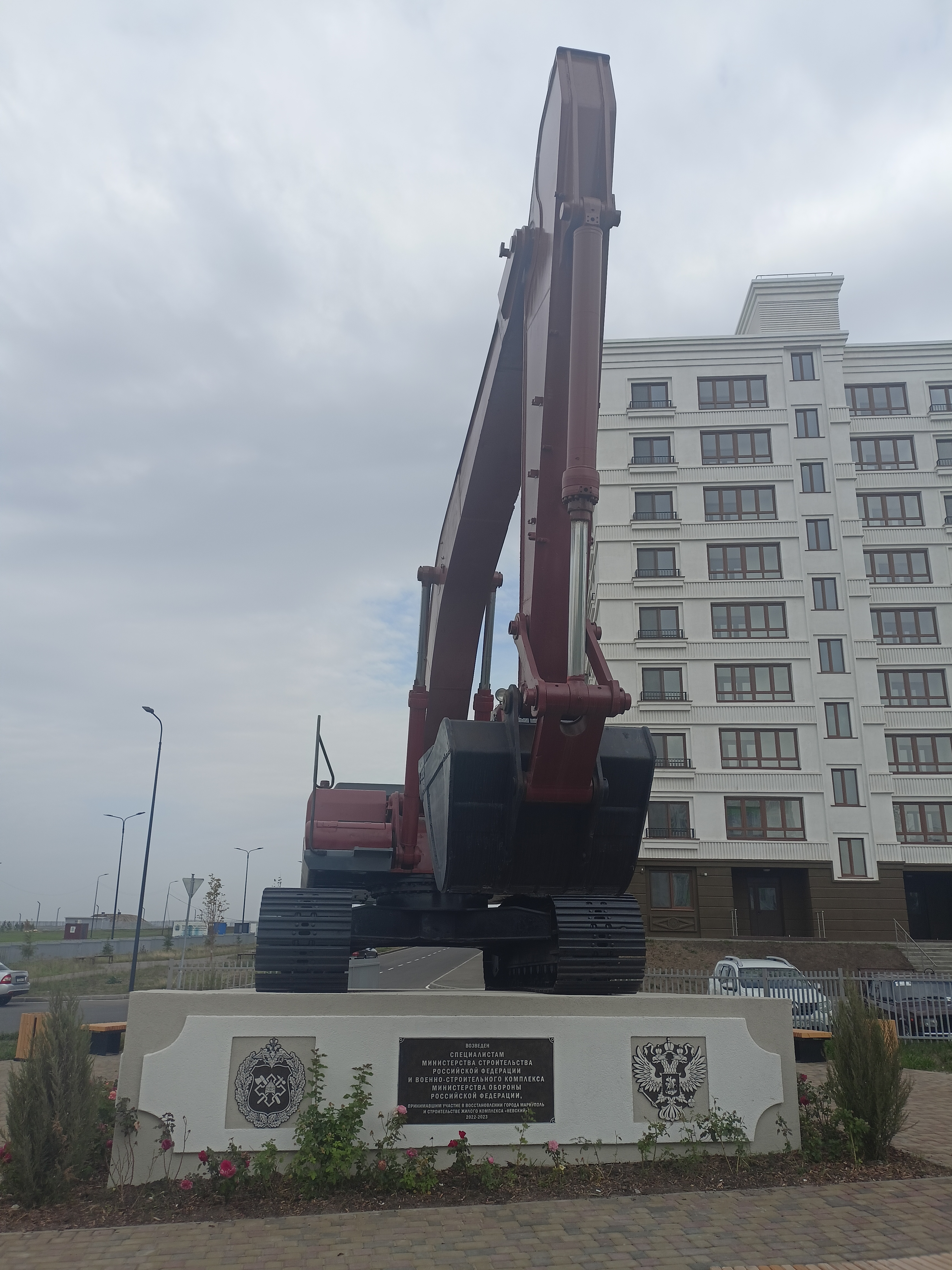
Экскаватор-памятник «Специалистам Минстроя и Военно-строительного комплекса Минобороны России» (2023 год)